# Natalija Stevanović
Natalija Stevanović (nata Kostić; in serbo Наталија Стевановић?; Niš, 25 luglio 1994) è una tennista serba.

## Carriera
Natalija Stevanović ha vinto 14 titoli nel singolare e 14 titoli nel doppio nel circuito ITF in carriera. Il 17 luglio 2023, ha raggiunto il best ranking mondiale nel singolare, nr 145. Il 6 maggio 2024, ha raggiunto il miglior piazzamento mondiale nel doppio, nr 152.

## Statistiche WTA

### Doppio

#### Sconfitte (1)
| Legenda              |
| -------------------- |
| Grande Slam (0)      |
| Argenti Olimpici (0) |
| WTA Finals (0)       |
| WTA Elite Trophy (0) |
| Dal 2021             |
| WTA 1000 (0)         |
| WTA 500 (0)          |
| WTA 250 (1)          |

| N. | Data            | Torneo                | Superficie | Compagna    | Avversarie in finale        | Punteggio           |
| 1. | 21 ottobre 2023 | Jasmin Open, Monastir | Cemento    | Mai Hontama | Sara Errani Jasmine Paolini | 6-2, 6(4)-7, [6-10] |

## Statistiche ITF

### Singolare

#### Vittorie (14)
| Torneo $100.000 (0) |
| Torneo $80.000 (0)  |
| Torneo $75.000 (0)  |
| Torneo $60.000 (0)  |
| Torneo $50.000 (0)  |
| Torneo $40.000 (0)  |
| Torneo $25.000 (3)  |
| Torneo $15.000 (1)  |
| Torneo $10.000 (10) |

| N.  | Data             | Torneo                                                             | Superficie  | Avversaria in finale | Punteggio     |
| 1.  | 3 luglio 2011    | ITF Women's Circuit Prokuplje, Prokuplje                           | Terra rossa | Nikola Vajdová       | 6-2, 6-3      |
| 2.  | 9 ottobre 2011   | ITF Women's Circuit Pirot, Pirot                                   | Terra rossa | Jovana Jakšić        | 6-3, 6-3      |
| 3.  | 23 ottobre 2011  | Dubrovnik Open, Ragusa                                             | Terra rossa | Estelle Guisard      | 7–6(2) rit.   |
| 4.  | 13 novembre 2011 | GD Tennis Cup, Adalia                                              | Terra rossa | Laura Ioana Paar     | 6–4, 2–6, 6–2 |
| 5.  | 24 giugno 2012   | Nis Open, Niš                                                      | Terra rossa | Indire Akiki         | 3–6, 6–2, 6–3 |
| 6.  | 9 settembre 2012 | Naftna Industruija Srbije Zvezdara Open, Belgrado                  | Terra rossa | Dalia Zafirova       | 6-4, 6-3      |
| 7.  | 10 agosto 2014   | ITF Women's Circuit Zajecar, Zaječar                               | Terra rossa | Elizaveta Iančuk     | 6-2, 6-1      |
| 8.  | 16 novembre 2014 | Heraklion Hellenic Zeus Circuit, Heraklion                         | Cemento     | Tena Lukas           | 6-0, 6-3      |
| 9.  | 29 maggio 2016   | Hammamet Open, Hammamet                                            | Terra rossa | Jade Suvrijn         | 6–2, 4–6, 7–5 |
| 10. | 5 giugno 2016    | Hammamet Open, Hammamet                                            | Terra rossa | Jade Suvrijn         | 6-1, 6-0      |
| 11. | 21 maggio 2017   | Hammamet Open, Hammamet                                            | Terra rossa | Nika Kukharčuk       | 6–2, 6–1      |
| 12. | 17 novembre 2018 | ITF Women's $25,000 tennis Tournament Muzaffarnagar, Muzaffarnagar | Erba        | Tereza Mihalíková    | 6-2, 3-1 rit. |
| 13. | 26 maggio 2019   | ITF NH NongHyup Goyang Women's Challenger Tennis, Goyang           | Cemento     | Maia Lumsden         | 6–3, 6-2      |
| 14. | 4 settembre 2022 | Leiria Ladies Open, Leiria                                         | Cemento     | Kateryna Volodko     | 2-6, 6-4, 6-4 |

#### Sconfitte (10)
| Torneo $100.000 (0) |
| Torneo $80.000 (1)  |
| Torneo $75.000 (0)  |
| Torneo $60.000 (2)  |
| Torneo $50.000 (0)  |
| Torneo $40.000 (0)  |
| Torneo $25.000 (1)  |
| Torneo $15.000 (2)  |
| Torneo $10.000 (4)  |

| N.  | Data              | Torneo                                                 | Superficie  | Avversaria in finale | Punteggio      |
| 1.  | 9 dicembre 2012   | GD Tennis Academy, Adalia                              | Terra rossa | Denisa Allertová     | 7-5, 5-7, 1-6  |
| 2.  | 23 giugno 2013    | Future Alkmaar, Alkmaar                                | Terra rossa | Bernarda Pera        | 1-6, 2-6       |
| 3.  | 8 settembre 2013  | Zvezdara Open, Belgrado                                | Terra rossa | Xenia Knoll          | 3–6, 3–6       |
| 4.  | 23 ottobre 2016   | Thailand ITF Women's Pro Circuit, Distretto di Hua Hin | Cemento     | Bunyawi Thamchaiwat  | 1–6, 3–6       |
| 5.  | 28 maggio 2017    | Hammamet Open, Hammamet                                | Terra rossa | Naiktha Bains        | 4-6, 2-6       |
| 6.  | 18 febbraio 2018  | Hammamet Open, Hammamet                                | Terra rossa | Andreea Roșca        | 2-6, 4-6       |
| 7.  | 21 luglio 2019    | President's Cup, Astana                                | Cemento     | Marie Bouzková       | 3-6, 3-6       |
| 8.  | 29 settembre 2019 | Oeste Ladies Open, Caldas da Rainha                    | Cemento     | Isabella Šinikova    | 3-6, 0-2, rit. |
| 9.  | 24 luglio 2022    | President's Cup, Nur-Sultan                            | Cemento     | Moyuka Uchijima      | 3-6, 6(2)-7    |
| 10. | 14 luglio 2024    | Torneo Internacional Ciudad de Don Benito, Don Benito  | Sintetico   | Viktória Hrunčáková  | 2-6, 6-3, 4-6  |

### Doppio

#### Vittorie (14)
| Torneo $100.000 (1) |
| Torneo $80.000 (0)  |
| Torneo $75.000 (0)  |
| Torneo $60.000 (0)  |
| Torneo $50.000 (0)  |
| Torneo $40.000 (0)  |
| Torneo $25.000 (4)  |
| Torneo $15.000 (2)  |
| Torneo $10.000 (7)  |

| N.  | Data              | Torneo                                    | Superficie  | Compagna            | Avversarie in finale                        | Punteggio        |
| 1.  | 1º ottobre 2011   | Melia Hotels Internationals, Umago        | Terra rossa | Lucia Butkovská     | Petra Krejsová Martina Borecká              | 7–5, 3–6, [10–6] |
| 2.  | 1º settembre 2012 | Alubond USA Belgrade Open, Belgrado       | Terra rossa | Lucia Butkovská     | Karin Morgošová Michaela Pochabová          | 6–0, 6–3         |
| 3.  | 24 novembre 2012  | GD Tennis Cup, Adalia                     | Terra rossa | Elena-Teodora Cadar | Georgia Brescia Theresa Kleinsteuber        | 6-2, 6-4         |
| 4.  | 1º dicembre 2013  | GD Tennis Cup, Adalia                     | Terra rossa | Karin Morgošová     | Anita Husarić Kimberley Zimmermann          | 7-6(2), 6-4      |
| 5.  | 9 agosto 2014     | ITF Women's Circuit Zajecar, Zaječar      | Terra rossa | Elizaveta Iančuk    | Alexandra Nancarrow Barbora Štefková        | 6-3, 7-5         |
| 6.  | 7 settembre 2014  | Zvezdara Open, Belgrado                   | Terra rossa | Isabella Šinikova   | Nina Alibalić Nina Stojanović               | 6–1, 6–2         |
| 7.  | 21 maggio 2016    | Hammamet Open, Hammamet                   | Terra rossa | Ganna Poznikhirenko | Emmanuelle Girard Francesca Jones           | 6–4, 6–4         |
| 8.  | 20 maggio 2017    | Hammamet Open, Hammamet                   | Cemento     | Jelena Simić        | Lisa Ponomar Dalila Spiteri                 | 6–4, 6–4         |
| 9.  | 3 febbraio 2018   | Hammamet Open, Hammamet                   | Terra rossa | Jelena Simić        | Andrea Gámiz Guadalupe Pérez Rojas          | w/o              |
| 10. | 27 luglio 2018    | Baja Ladies Open, Baja                    | Terra rossa | Paula Ormaechea     | Nicoleta-Catalina Dascalu Isabella Šinikova | w/o              |
| 11. | 6 ottobre 2018    | Obidos Ladies Open, Óbidos                | Sintetico   | Akiko Ōmae          | Diāna Marcinkēviča Panna Udvardy            | 6–3, 4–6, [10–7] |
| 12. | 9 ottobre 2021    | Loule Ladies Open, Loulé                  | Cemento     | Despina Papamichail | Francisca Jorge Matilde Jorge               | 6-2, 7-5         |
| 13. | 6 marzo 2022      | Santo Domingo Women's Open, Santo Domingo | Cemento     | Irina Chromačëva    | Darja Semenistaja Anastasija Tichonova      | 6-1, 7-6(5)      |
| 14. | 23 giugno 2023    | Ilkley Trophy, Ilkley                     | Erba        | Nao Hibino          | Maja Chwalińska Jesika Malečková            | 7-6(10), 7-6(5)  |

#### Sconfitte (17)
| Torneo $100.000 (0) |
| Torneo $80.000 (1)  |
| Torneo $75.000 (0)  |
| Torneo $60.000 (1)  |
| Torneo $50.000 (0)  |
| Torneo $40.000 (0)  |
| Torneo $25.000 (3)  |
| Torneo $15.000 (5)  |
| Torneo $10.000 (7)  |

| N.  | Data              | Torneo                                                 | Superficie      | Compagna                        | Avversarie in finale                      | Punteggio           |
| 1.  | 25 giugno 2011    | Nis Open, Niš                                          | Terra rossa     | Ivana Klepić                    | Martina Borecká Vivien Juhászová          | 6(7)–7, 3–6         |
| 2.  | 26 gennaio 2013   | GD Tennis Academy, Adalia                              | Terra rossa     | Gaia Sanesi                     | Lee Jin-a Yoo Mi                          | 3–6, 1–6            |
| 3.  | 22 febbraio 2014  | Torneo Mallorca, Palma Nova                            | Terra rossa     | Anna Katalina Alzate Esmurzaeva | Yuliana Lizarazo Alexandra Nancarrow      | 3–6, 4–6            |
| 4.  | 17 marzo 2014     | GD Tennis Cup, Adalia                                  | Cemento         | Chantal Škamlová                | Sofia Kvacabaia Ekaterine Gorgodze        | 6-4, 1-6, [8-10]    |
| 5.  | 22 settembre 2014 | Tennis Club HAC/Hydra Alger, Algeri                    | Terra rossa     | Margarita Lazarëva              | Pia König Conny Perrin                    | 3-6, 1-6            |
| 6.  | 1º novembre 2014  | Hellenic Zeus ITF Pro Circuit, Heraklion               | Cemento         | Nevena Selaković                | Oana Georgeta Simion Raluca Șerban        | 4–6, 2–6            |
| 7.  | 17 novembre 2014  | GD Tennis Cup, Adalia                                  | Terra rossa     | Chantal Škamlová                | Al'ona Fomina Ekaterine Gorgodze          | w/o                 |
| 8.  | 9 luglio 2016     | Nis Open, Niš                                          | Terra rossa     | Tamara Čurović                  | Amina Anšba Angelina Gabuëva              | 5–7, 5–7            |
| 9.  | 8 maggio 2017     | Hammamet Open, Hammamet                                | Terra rossa     | Jelena Simić                    | Naiktha Bains Chiara Grimm                | 6-4, 3-6, [4-10]    |
| 10. | 23 settembre 2017 | Thailand ITF Women's Pro Circuit, Distretto di Hua Hin | Cemento         | Wang Xiyu                       | Ni Ma Zhuoma You Mi Zhuoma                | 4–6, 3–6            |
| 11. | 30 settembre 2017 | Thailand ITF Women's Pro Circuit, Hua Hin              | Cemento         | Michika Ozeki                   | Kim Na-ri Anastasija Pivovarova           | 4-6, 2-6            |
| 12. | 27 luglio 2018    | Hammamet Open, Hammamet                                | Terra rossa     | Jelena Simić                    | Karin Kennel Marija Marfutina             | 4-6, 3-6            |
| 13. | 3 febbraio 2018   | Hammamet Open, Hammamet                                | Terra rossa     | Jelena Simić                    | Nora Niedmers Natalia Siedliska           | 6(7)–7, 6–0, [6–10] |
| 14. | 26 maggio 2018    | ITF Women's Circuit Baotou, Baotou                     | Terra rossa (i) | Nika Kucharčuk                  | Alison Bai Aleksandrina Najdenova         | 4-6, 6-0, [6-10]    |
| 15. | 1º ottobre 2021   | Lisboa Belém Open, Lisbona                             | Terra rossa     | Paula Ormaechea                 | Yvonne Cavallé Reimers Ángela Fita Boluda | 6-3, 3-6, [4-10]    |
| 16. | 9 aprile 2022     | Oeiras Ladies Open, Oeiras                             | Terra rossa     | Katharina Gerlach               | Katarzyna Piter Kimberley Zimmermann      | 1-6, 1-6            |
| 17. | 3 settembre 2022  | Leiria Ladies Open, Leiria                             | Cemento         | Choi Ji-hee                     | Francisca Jorge Matilde Jorge             | 4-6, 0-6            |